# تشادوا
تشادوا، هو مجتمع مسلم يتواجد في ولايتي راجستان وكجرات في الهند.

## التاريخ والأصل
تشادوا معروفين بمهارتهم وكفائتهم في صبغ الملابس على نمط معين يعرف بسم تشادوي. وهي واحدة من الحرف اليدوية الشهيرة في راجستان. ويدعي مجتمع تشادوا أن أصل نشأتهم يعود إلى مدينة ملتان في باكستان. ويقال إنهم استقروا في البداية في ناغور، ثم انتقلوا إلى أجمير، وانتقل قسم منهم إلى راجكوت وأحمد آباد التابعتان لولاية كجرات. ويتواجد التشادوا الآن بشكل رئيسي في ولاية راجستان في مناطق، ناغور، أجمير، جودبور. ولايزال مجتمع تشادوا يتحدث اللغة السرائيكية على الرغم من أن معظم التشادوا يتحدثون حاليًا لغة مارواري واللغة الغواجاراتية.

## الظروف الحالية
يتكون مجتمع التشادوا من عدة عشائر. وأهمها تشايلا، سوفارن، سيمبال، باجيتي، دارن، مافوثي (ماروثي)، غولتار، بامهاف، بنتي وتورارا. كل من هذه العشائر هي متزاوجه في مابينها. هم من المسلمين السنة، الذين ينتمون أساسًا إلى الفرع بارليفي.
ولايزال مجتمع تشادوا يعتمد على الحرف التقليدية بالإضافة إلى بعض التجارة الصغيرة.